# Alex Infascelli
Alex Infascelli (Roma, 9 novembre 1967) è un regista e sceneggiatore italiano.

## Biografia
È figlio del produttore e regista Roberto Infascelli. Musicista in varie band romane, si trasferisce a Los Angeles nel 1988. Dopo due anni di militanza in molte band della città, durante i quali si mantiene facendo i mestieri più diversi, gli viene offerto un lavoro come runner per la Propaganda Films. Inizia poi a lavorare prima nel reparto scenografia e come aiuto regista in numerosi videoclip.
Tra le produzioni nelle quali è coinvolto ci sono Live at the Paramount dei Nirvana, Cream e Diamonds and pearls di Prince, Domino dei Kiss, Black or White di Michael Jackson e Alive dei Pearl Jam. Infascelli torna in Italia e conosce Frankie hi-nrg mc; tra i due nasce un sodalizio che coincide con il suo debutto alla regia e che lo porta a dirigere molti videoclip per il rapper e per artisti italiani e stranieri, tra i quali Daniele Silvestri, Almamegretta (Sole), Tiromancino e Luca Carboni, per il quale dirige il video di Inno nazionale. Nel 1996 Bernardo Bertolucci gli affida la regia del video di Alice, brano dei Cocteau Twins incluso nella colonna sonora di Io ballo da sola.
La sua carriera di regista cinematografico comincia nel 1994 con la partecipazione al film ad episodi De Generazione, dirigendo l'episodio intitolato Vuoto a rendere. Nel 1996 dirige Se son rose pungeranno, episodio contenuto nel film Esercizi di stile, presentato anche al Festival di Venezia. Nel 1997 opziona personalmente i diritti di Almost Blue, e nel 2000 dirige Lorenza Indovina nel film tratto dal romanzo: questo lavoro gli vale il Ciak d'oro, il David di Donatello e il Nastro d'argento come miglior regista esordiente e l'arrivo tra i finalisti all'Hollywood Film Festival.
Nel 2003 dirige il thriller Il siero della vanità con Margherita Buy e Valerio Mastandrea. Nel 2006 dirige H2Odio, che viene distribuito nelle edicole in allegato a un quotidiano. Nel settembre 2006 debutta come vee-jay nella conduzione del programma Brand:New su MTV. Nel 2008 dirige per FOX Crime la serie Donne assassine, che gli vale il premio di migliore regia al Roma Fiction Fest, mentre nel 2009 dirige Fabrizio Bentivoglio nella miniserie Nel nome del male, per Sky.
A ottobre 2015 ha presentato alla Festa Del Cinema di Roma il documentario S Is for Stanley - Trent'anni dietro al volante per Stanley Kubrick, che narra le vicende di Emilio D'Alessandro, autista e collaboratore di Stanley Kubrick per 30 anni. Il documentario vince il David di Donatello come miglior documentario del 2016 ed entra nella cinquina degli EFA Awards, gli Oscar europei. Nel 2021 vince lo stesso premio per il documentario Mi chiamo Francesco Totti.
Nel 2022 esce il suo primo romanzo, Now, here, nowhere. Ora, qui, da nessuna parte. Nel mese di ottobre 2022 ha presentato alla XVII Festa Del Cinema di Roma il documentario Kill Me If You Can, che narra l'incredibile storia di Raffaele Minichiello il primo dirottatore della storia di un volo transatlantico.

## Filmografia

### Cinema
- De Generazione (1994) - episodio Vuoto a rendere
- Esercizi di stile (1996) - episodio Se son rose pungeranno
- Almost Blue (2000)
- L'ultimo giorno (2003) - mediometraggio
- Il siero della vanità (2004)
- H2Odio (2006)
- S Is for Stanley - Trent'anni dietro al volante per Stanley Kubrick (2015) - documentario
- Piccoli crimini coniugali (2017)
- Mi chiamo Francesco Totti (2020) - documentario
- Kill Me If You Can (2022) - documentario

### Televisione
- Donne assassine (2008) - serie
- Nel nome del male (2009) - miniserie
- Ricomincio da ottanta (2014)

### Videoclip musicali (parziale)
- Almamegretta - Sole (1993)
- Ambra - Io, te, Francesca e Davide (1997)
- Bandabardò - Beppeanna (1998)
- Bud Spencer Blues Explosion - Duel (2014), Miracoli (2014)
- Cocteau Twins - Alice (1996)
- Cross My Heart Hope to Die - Miracles (2013)
- Daniele Silvestri - Le cose in comune (1995), Hold Me (1996), Gino e l'Alfetta (2007)
- Disciplinatha - Chiamala inverno (1996)
- Elisa - Labyrinth (1997) [versione italiana]
- Emma - Cercavo amore (Alex Gaudino & Jason Rooney Remix) (2012)
- Franco Battiato - Tutto l'universo obbedisce all'amore (feat. Carmen Consoli) (2008)
- Frankie hi-nrg mc - Faccio la mia cosa (1993), Libri di sangue (1993), Potere alla parola (1994)
- Gabin - Life Can Be So Beautiful (feat. Z-Star) (2012)
- La Comitiva - Giorno dopo giorno (1999)
- Ligabue - Cerca nel cuore (1994), Cosa vuoi che sia (2006)
- Luca Carboni - Inno nazionale (1995), Virtuale (1996)
- Marina Rei - Sola (1995), I miei complimenti (2001)
- Max Gazzè - Vento d'estate (feat. Niccolò Fabi) (1997)
- Nina Zilli - Sola (2015)
- Pitura Freska - Picinin (1993)
- Rifiuti Solidi Urbani - Rapporti dance (1994)
- Rio - Come ti va (2006)
- Rosita Celentano - FDM[1] (1994)
- Verdena - Phantastica (2004), Un po' esageri (2015)

### Libri
- Now, here, nowhere. Ora, qui, da nessuna parte, HarperCollins Italia, 2022, ISBN 9791259850706

## Riconoscimenti
- European Films Awards
- 2016 - Candidatura miglior documentario per S Is For Stanley
- David di Donatello
  - 2001 - Miglior regista esordiente per Almost Blue
  - 2016 - Miglior documentario per S Is for Stanley - Trent'anni dietro al volante per Stanley Kubrick
  - 2021 - Miglior documentario per Mi chiamo Francesco Totti
  - 2023 - Candidatura al miglior documentario per Kill Me If You Can

- Nastro d'argento
  - 2001 - Miglior regista esordiente per Almost Blue
  - 2016 - Candidatura al miglior documentario per S Is for Stanley - Trent'anni dietro al volante per Stanley Kubrick
  - 2017 - Candidatura alla migliore sceneggiatura per Piccoli crimini coniugali
  - 2021 - Miglior documentario per Mi chiamo Francesco Totti

- Ciak d'oro
  - 2001 - Migliore opera prima per Almost Blue

- Globo d'oro
  - 2016 - Candidatura al miglior documentario per S Is for Stanley - Trent'anni dietro al volante per Stanley Kubrick
  - 2001 - Candidatura alla miglior opera prima per Almost Blue